# Sexualitate umană

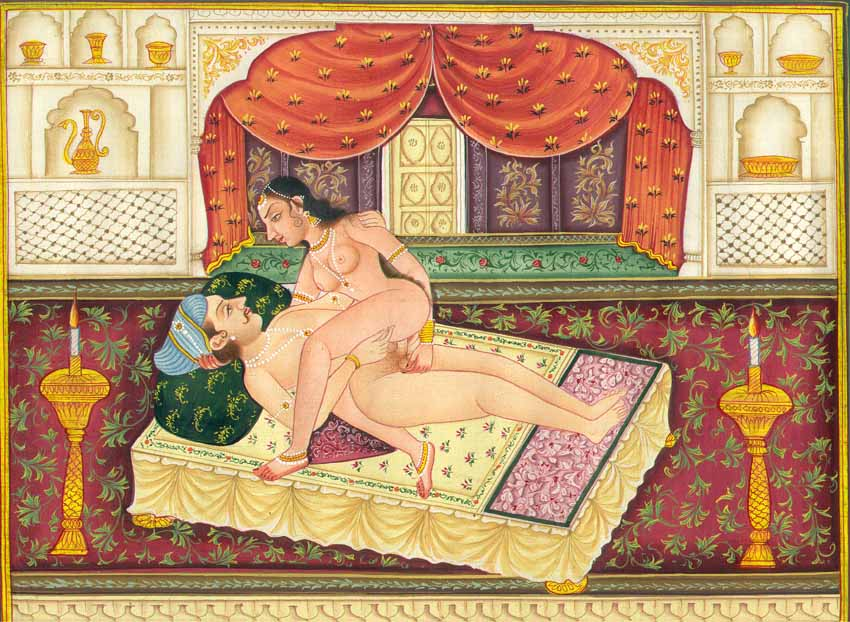
Reprezentarea unui act sexual într-un manuscris al Kama Sutrei

Sexualitatea umană este modul în care oamenii se autoexprimă ca entități sexuale. Studiul sexualității include un număr mare de activități sociale și o varietate largă de purtări, acțiuni și teme sociale. Din punct de vedere biologic, sexualitatea poate îngloba actul sexual și contactele sexuale de toate tipurile, precum și aspectele medicale despre raporturile fiziologice sau psihologice ale comportamentului sexual. Din punct de vedere sociologic, ea poate cuprinde aspecte culturale, politice, legale. Perspectiva filosofică face referință la aspectele etice, teologice, spirituale, etc., ale sexualității.

## Biologia și fiziologia
Biologia sexualității umane cercetează influența factorilor biologici, precum reacțiile organice și neurologice, ereditatea, hormonii și disfuncțiile sexuale; de asemenea, ea examinează funcțiile de bază ale reproducerii și acțiunile fizice ale acesteia. Perspectivele biologice ne ajută să analizăm acești factori și să le înțelegem pentru a le folosi ulterior în tratamentul problemelor sexuale.
Sexul ca exercițiu arde caloriile pentru a produce un avantaj sănătății. Sexul reduce stresul, injectează în sistemul imun o doză ridicata de imunoglubină A, îmbunătățește sistemul cardiovascular, ridică nivelul autoaprecierii, reduce durerea prin producerea hormonului oxitocină, reduce riscul cancerului glandei prostatice, întărește musculatura abdominală și sporește un somn bun.

## Aspecte socioculturale
În decursul timpului sexualitatea a fost considerată tabu, iar copii și adolescenții ținuți într-o lipsă voită de informare asupra sexualității de către educatorii puritani pentru prevenirea tentației de experimentare a sexualității. Această mentalitate mai persista încă la nivelul anilor 1960-70 pe alocuri la unii educatori, dar este rezonabil de presupus că nu a dispărut complet nici în prezent.
Doi factori au îngreunat obținerea unei viziuni lipsite de prejudecăți asupra sexualității și integrarea armonioasă a sexualității în viața socială: prejudecățile alimentate de morala de tip religios și răspândirea bolilor venerice.